# 5743 Kato
Az 5743 Kato (ideiglenes jelöléssel 1990 UW) a Naprendszer kisbolygóövében található aszteroida. Makio Akiyama,  Toshimasa Furuta fedezte fel 1990. október 19-én.